# محمد حلمي (طبيب)

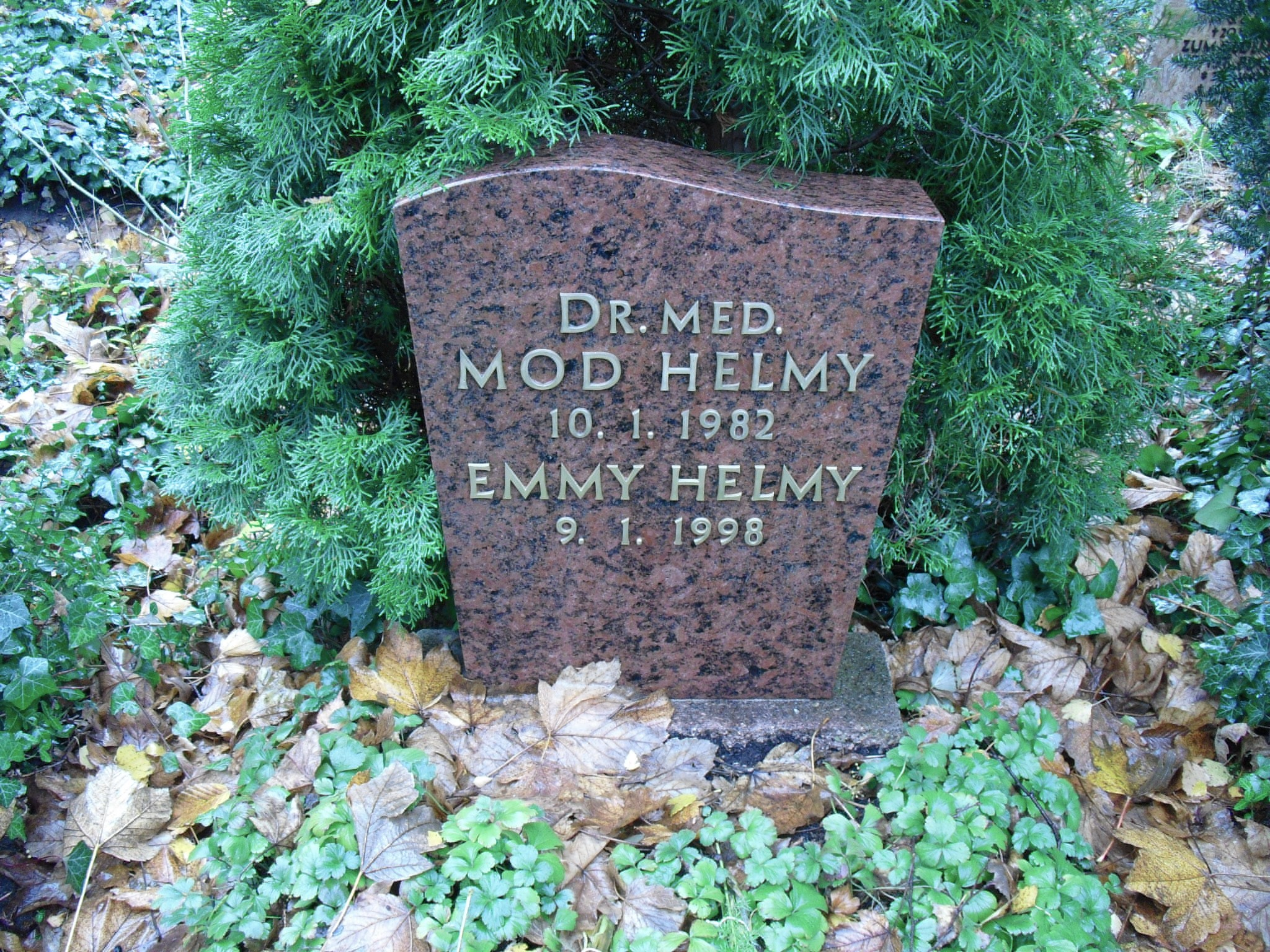
قبر الطبيب المصري محمد حلمي في مقبرة هيرشتراسه في برلين-ويست إند

محمد حلمي (1901 - 1982)، وُلد في الخرطوم عام 1901 وتوفي في برلين عام 1982، هو طبيب مصري أنقذ عائلة يهودية من المحرقة النازية في برلين خلال الحرب العالمية الثانية، وقد مُنح عام 2013 لقب الصالح بين الأمم، بواسطة ياد فاشيم[1][1] المتحف والمؤسسة الإسرائيلية القائمة على توثيق أحداث الهولوكوست وتخليد ضحاياها. حيث أنه أول عربي تم تقليده هذا اللقب. أقرباء محمد حلمي في مصر رفضوا حضور حفل التكريم وتلقي الوسام بسبب العلاقات غير الودية بين إسرائيل ومصر.

ولد محمد حلمي في الخرطوم وانتقل عام 1922 إلى برلين لدراسة الطب، وبعد التخرج عمل في معهد روبرت كوخ، لكنه سرعان ما فُصل عن عمله عام 1937 وبدأ معاناة العنصرية النازية، حيث تم منعه من العمل في أي مستشفى عام بعد وصول النازيين إلى الحكم في ألمانيا، في هذه الفترة منع من الزواج من خطيبته الألمانية، وعرف عنه انتقاده لهتلر والنازية علنًا، حيث تم القبض عليه عام 1939 مع عدد من المصريين ولكن أطلق سراحه بسبب إصابته بمشكلات صحية.
خلال الحرب بقي حلمي يعالج مرضاه اليهود وغيرهم في عيادته ومنها عائلة آنا بوروس (غوتمان)، التي خبأها في بيته وساعدها بالحصول على أوراق ثبوتية جديدة، حيث ساعد أيضا والدة ووالد انا يوليا وجورج واهر وجدتها سسيليا رودنيك وقام خلال فترة الحرب بتقديم العناية الطبية والأدوية لهم عند الحاجة.
في إعلان ياد فاشيم اشير إلى ما كتبته آنا بعد الحرب: «د. حلمي خبأني في منزله في برلين من 10 اذار 1942 وحتى انتهاء المعارك وفي كثير من الأحيان نقلني في فترات الخطر للإقامة لدى معارف له، حيث كان يقدمني لهم على أني ابنة أخته من درسدن، لقد فعل د. حلمي ذلك من قلب رحيم وسأبقى شاكرة له إلى الأبد».    
تزوج حلمي بعد الحرب من أيمي الا انهما لم ينجبا أولادًا وبقيا في ألمانيا حتى مماتهما، حيث  توفي هو عام 1982 وتوفيت زوجته عام 1998.